# Bonnefontaine
Bonnefontaine là một xã trong vùng Bourgogne-Franche-Comté, thuộc tỉnh Jura, quận Lons-le-Saunier, tổng Poligny. Tọa độ địa lý của xã là 46° 43' vĩ độ bắc, 05° 44' kinh độ đông. Bonnefontaine nằm trên độ cao trung bình là 582 mét trên mặt nước biển, có điểm thấp nhất là 534 mét và điểm cao nhất là 745 mét. Xã có diện tích 8.80 km², dân số vào thời điểm 1999 là 84 người; mật độ dân số là 10 người/km².

## Địa điểm tham quan
Nhà thờ Đức Bà được xây dựng từ năm 1486.